# Baila conmigo (canción de Selena Gomez y Rauw Alejandro)
«Baila conmigo» es una canción de la cantante estadounidense Selena Gomez y el cantante puertorriqueño Rauw Alejandro. Fue lanzada el 29 de enero de 2021 a través del sello discográfico Interscope Records como el segundo sencillo del primer extended play en español de Gomez, Revelación. Es el segundo sencillo en español de Gomez, el primero fue "De una vez", que fue lanzado dos semanas antes. "Baila conmigo" alcanzó el top-ten en la lista Hot Latin Songs de Nueva Zelanda, España y Estados Unidos.

## Antecedentes
En diciembre de 2020, Gomez declaró que tiene "un pequeño recipiente lleno de cosas buenas por venir", y Billboard afirmó que esto "podría incluir un proyecto en español". Se vieron varios murales en México, con los títulos de las canciones "De Una Vez" y "Baila Conmigo", lo que generó especulaciones entre los fanáticos y los principales medios de comunicación de que Gomez lanzaría música latina pronto.
El 14 de enero de 2021, Gomez lanzó "De una vez" como el sencillo principal de su próximo proyecto en español. Las palabras "baila conmigo" se vieron al final del video musical. El 26 de enero, Gomez anunció que "Baila conmigo" sería lanzada el 29 de enero. Gomez dijo en un comunicado de prensa que, con la canción, "quiere que todos bailen".

## Composición
"Baila conmigo" es una canción de reguetón de viento lento con ritmos de medio tempo. En la canción, Gomez y Alejandro intercambian letras sensuales sobre la danza y el deseo, a pesar de que existe una barrera del idioma entre ellos.

«Fue una canción realmente interesante para mí trabajar con Selena, ya que fusiona un auténtico sonido de reguetón con elementos como la guitarra eléctrica punteada que se inclina más hacia el pop».
- Tainy sobre la producción de "Baila conmigo", Pitchfork 

## Recepción
Billboard describió la canción como "seductora y contagiosa". Al escribir para We Are Mitú, Lucas Villa describió la química entre Alejandro y Gomez en la pista como "tangible", y los llamó un "equipo de ensueño que no sabíamos que necesitábamos". Carolyn Twersky de Seventeen escribió que la canción "definitivamente te hará pararte y bailar".

## Vídeo musical
Un vídeo musical de "Baila conmigo" se estrenó junto con el lanzamiento de la pista el 29 de enero de 2021 y fue dirigido por el cineasta brasileño Fernando Nogari. En el video, una mujer se sienta sola mirando a Alejandro y Gomez bailar e interpretar la canción. Esto inspira a la mujer a salir a la playa donde baila la canción. Gomez solo aparece en el video "un puñado de veces". El vídeo fue filmado entre Los Ángeles, Miami y un remoto pueblo de pescadores en Icapuí, Brasil. Sobre el vídeo y su significado con la pandemia de COVID-19, Gomez dijo: "El video muestra la sensación de aislamiento que todos estamos experimentando en este momento y cómo la música realmente nos conecta a todos nosotros sin importar en qué parte del mundo estemos".

## Posiciones
| Listas (2021)                               | Mejor posición |
| ------------------------------------------- | -------------- |
| Argentina (Argentina Hot 100)               | 12             |
| Austria (Ö3 Austria Top 40)                 | 55             |
| Bélgica (Flandes) (Ultratip Bubbling Under) | 47             |
| Canadá (Canadian Hot 100)                   | 68             |
| Croacia (HRT)                               | 80             |
| Francia (SNEP)                              | 187            |
| Alemania (Offizielle Deutsche Charts)       | 86             |
| Irlanda (IRMA)                              | 62             |
| Lituania (AGATA)                            | 32             |
| México (AMPROFON)                           | 11             |
| Países Bajos (MegaCharts)                   | 12             |
| Nueva Zelanda (RMNZ)                        | 19             |
| Eslovaquia (Singles Digitál Top 100)        | 67             |
| España (PROMUSICAE)                         | 32             |
| Suecia (Sverigetopplistan)                  | 12             |
| Suiza (Schweizer Hitparade)                 | 28             |
| Estados Unidos (Billboard Hot 100)          | 74             |
| Estados Unidos (Hot Latin Songs)            | 4              |

## Historial de lanzamiento
| Región | Fecha               | Formato                        | Discográfica       | Ref.  |
| ------ | ------------------- | ------------------------------ | ------------------ | ----- |
| Varios | 29 de enero de 2021 | - Descarga digital - streaming | Interscope Records | [ 7 ] |